# Почётный гражданин Молодогвардейска
Почётный гражданин Молодогвардейска — звание присваиваемое достойнейшим людям, жителям города Молодогвардейска, а также, представителям  других городов и регионов, активно проявивших себя в общественной, политической и культурной жизни города Молодогвардейска.

## Список почётных граждан Молодогвардейска
- Бабкина, Валентина Андреевна (род. 1949) — терапевт, главный врач санатория-профилактория «Молодогвардейский» ПАО "Краснодонуголь".  Почётный гражданин Молодогвардейска с 11 декабря 2019 г.[1].
- Дернович, Нина Андреевна (род. 17.04.1941) — общественный деятель Луганщины; поэт, прозаик, автор песен, член Союза писателей России и Союза писателей Луганской народной республики[2][3]. Почётный гражданин Молодогвардейска с 4 октября 2016 г.[4].
- Гайворонская, Ирина Михайловна (род. 1962) — педагог, директор государственного учреждения ЛНР «Молодогвардейская детско-юношеская спортивная школа № 2». Почётный гражданин Молодогвардейска  с 11 сентября 2019 г.
- Голубович, Михаил Васильевич (род. 1943) — популярный актёр театра и кино, художественный руководитель Луганского академического украинского музыкально-драматического театра, Народный артист Украины, Народный артист ЛНР;  Почётный гражданин Молодогвардейска  с 11 сентября 2019 г.[5].
- Грекова, Лилия Ивановна (1933—1998) — педагог, художник и литератор, руководитель  художественной студии при МДК "Юность", работы участников которой экспонировались на выставках различных городов Украины, России и за рубежом[6].
- Дегтяренко, Надежда Николаевна (род. 1940) — председатель Молодогвардейской первичной ветеранской организации ветеранов войны и труда. Почётный гражданин Молодогвардейска  с 17 августа 2015 г.
- Дорошко, Михаил Константинович (род. 01.07.1949) — горнорабочий очистного забоя ГОАО  «Шахта "Ореховская"»  ПАО «Краснодонуголь», удостоен почётного звания Герой Украины с вручением ордена Державы  с 2005 года.[7].
- Лунгу, Валентина Ивановна  (род. 1955) — заведующая подразделением «Городское поликлиническое отделение № 12» Краснодонской центральной городской многопрофильной больницы ЛНР. Почётный гражданин Молодогвардейска  с  4 октября 2017 г.
- Макарцов, Александр Павлович (1936—2008) — шахтёр, ударник социалистического труда, бригадир проходчиков шахтопроходческого управления №2 треста «Краснодоншахтострой», Герой Социалистического Труда (1981).
- Недайводина, Александра Семёновна (род. 1926 — ум..?) —  строитель, ударник социалистического труда, бригадир строителей–отделочников ОСУ № 3 треста  "Краснодонпромшахтострой", ветеран войны и труда: орденоносец, кавалер ордена Славы и ордена Ленина  [8][9].
- Тимошенко, Леонид Николаевич (род. 23.12.1950)  — педагог, музыкант, директор городской школы искусств, заслуженный работник культуры Украины. Почётный гражданин города Молодогвардейска  с 15 апреля 2004 г.[10].
- Федькин, Василий Степанович (14.02.1938 — 30.05.2012)  —  музыкант и композитор, руководитель Народного мужского вокального ансамбля «Горизонт» при городском МДК "Юность".  Почётный гражданин Молодогвардейска  с 15 апреля 2004 г.
- Чиж, Николай Лаврентьевич (род. 15 ноября 1943) — педагог-спортсмен, тренер, руководитель  Народного цирка "Геликон" при МДК "Юность", Заслуженный работник культуры УССР (1988).  Почётный гражданин Молодогвардейска с 18 сентября 2009 г.